# Vibraslap
Il vibraslap è uno strumento musicale idiofono a percussione indiretta, appartenente alla categoria di strumenti a suono indeterminato, cioè non in grado di produrre delle note.
Lo strumento è costituito da un manico metallico a U con due parti in legno alle estremità, rispettivamente una palla e una scatola contenente il meccanismo a denti metallici. Per suonarlo occorre prenderlo per il manico e percuotere la palla, facendola battere contro una superficie o colpendo il manico con una bacchetta (il secondo metodo viene usato soprattutto se il vibraslap è parte di una batteria); in questo modo la vibrazione viene trasmessa alla scatola e mette in funzione il meccanismo interno. Effetti di aumento o diminuzione del suono si possono ottenere spostando lo strumento durante la vibrazione; modificando l'impugnatura si ottiene un diverso assorbimento della vibrazione che cambia la lunghezza del suono.
Il vibraslap deriva dell'antica quijada, uno strumento a percussione di origini africane diffuso in alcuni paesi dell'America Latina, ormai sostituito da questa versione moderna.